# Eta Capricorni
Eta Capricorni — подвійна зоря. 
Дана подвійна система має видиму зоряну величину в смузі V приблизно 5,1.
Вона розташована на відстані близько 158,0 світлових років від Сонця.

## Подвійна зоря
Головна зоря цієї системи належить до хімічно пекулярних зір й має спектральний клас A4.
Інша компонента має  спектральний клас  Зорі спектрального класу.

## Фізичні характеристики
Зоря Eta Capricorni обертається 
досить швидко 
навколо своєї осі. Проєкція її екваторіальної швидкості на промінь зору становить  Vsin(i)= 63км/сек.